# Viola

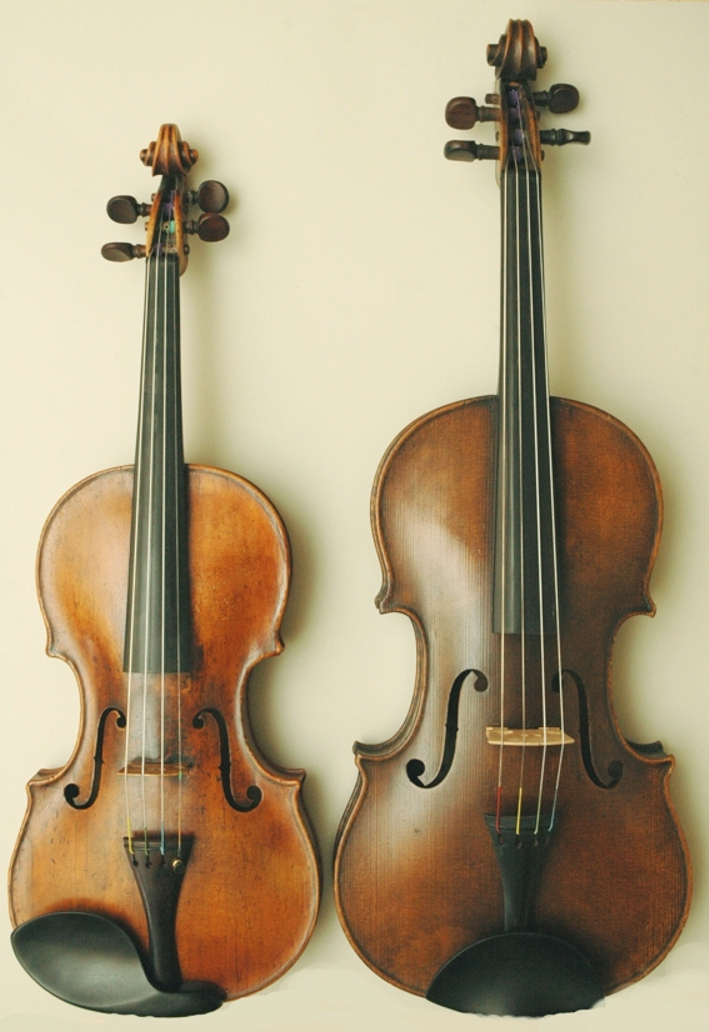
El violín (a la izquierda) es ligeramente más pequeño que la viola (a la derecha).

La viola es un instrumento musical de cuerda frotada, similar en cuanto a materiales y construcción al violín pero de mayor tamaño y sonido más grave. Su tesitura se sitúa entre los graves y medios del Violín y los agudos del Violonchelo.
La viola es considerada como el contralto o el tenor dramático de la familia de las cuerdas.
Las cuerdas de la viola están afinadas en intervalos de quintas: do, sol, re, la (siendo el do la cuerda más grave).
Al intérprete de este instrumento se lo denomina «viola» o «violista».

## Antepasados de la viola
La aparición de la viola como heredera directa de la viella de cuerda (la viella era como un violín cuyas cuerdas se ponían en vibración por medio de un teclado; el arco es reemplazado por una cuerda pulida y frotada con colofonia) supone un avance importante en la historia de los instrumentos de arco.
Nacida en el siglo XIV, su cultivo empieza ya a tomar valor artístico a partir del siglo XV.
En 1543, Silvestro Ganassi dal Fontego publicó el primer método, bajo el nombre de Regola rubertina.

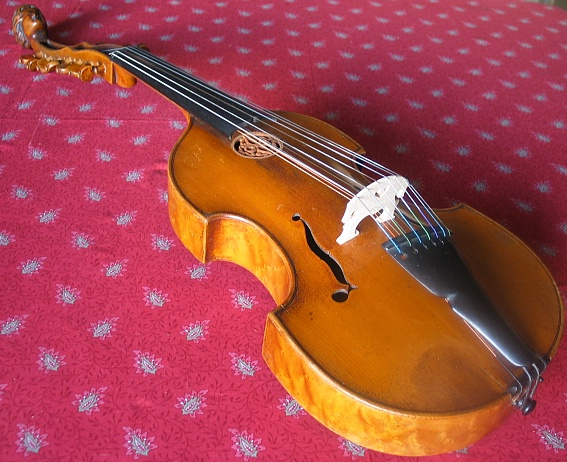
Viola de amor.

Teniendo en cuenta que en aquella época la mayoría de instrumentos tenían tres o cuatro variantes correspondientes a la extensión de las voces humanas (soprano, contralto, tenor y bajo), es decir las cuatro voces tradicionales del coro mixto, la viola no escapó a dicha costumbre y por ello se creó la viola quintón (la más aguda, o sea soprano). El nombre de quintón proviene de sus cinco cuerdas en lugar de las seis que tenían las demás violas. La viola a spalla (‘viola de hombro’), la viola da braccio (‘viola de brazo’, que es la más parecida a la actual) y la viola da gamba (‘viola de pierna’, de tesitura y modo de ejecución similar al violonchelo).
De la viola da braccio surgió la viola d’amore (‘viola de amor’). La diferencia entre ellas consiste únicamente en que a la segunda se le añadieron unas cuerdas de latón que, descansando en el puentecillo debajo de las de tripa, vibraban por simpatía, ampliando con este procedimiento la sonoridad del instrumento, aparte de darle también un timbre especial gracias a esta vibración común y a la sonoridad metálica de las cuerdas inferiores.
En estos instrumentos se acelera la transformación que desde siglos anteriores venía haciéndose paulatinamente. En lugar de la llamada «rosa» (abertura practicada en la mitad de la tabla armónica o caja de resonancia al igual que el laúd, la vihuela, la guitarra, etc. o sea los instrumentos cuyas cuerdas se pellizcan o puntean), aparecen unas pequeñas aberturas conocidas con el nombre de oídos o efes y en forma de C puestas una enfrente de otra y en sentido inverso.
También aparecen unos cortes laterales curvados para facilitar el movimiento del arco. Estos cortes llegaron a ser en algunos casos muy pronunciados.
Como el clavecín, la viola se utilizó también en los templos para doblar las voces humanas, particularmente las de tesitura grave.
Wolf, en su libro Historia de la Música (Editorial Labor), subraya el aporte inglés en el terreno de la música para viola:

Introducido dicho instrumento en aquel país probablemente con la música vocal italiana, sirve al principio, como sucedía en Italia, para apoyar las voces del conjunto en obras vocales religiosas o profanas. Publícanse madrigales que llevan la indicación apt for viols and voices. Con el madrigal se introdujo seguramente también la viola en la sociedad. En ninguna casa de la buena burguesía faltaba el conjunto de violas, que constaba casi siempre de seis instrumentos: contraltos, tenores y bajos, colocados en la antesala a disposición de las visitas que se aguardaban. Ya se ha dicho que se consideraba formar parte de una buena educación el saber encargarse a primera vista de un papel vocal en el conjunto del madrigal; era completamente imprescindible de toda educación refinada y distinguida un dominio artístico de la viola que permitiese en todo momento colaborar satisfactoriamente en el conjunto de cámara.
Johannes Wolf (1869-1947)

## Otros tipos de violas
Se conocieron otros tipos de violas con el nombre de viola bastarda, viola di borbone, viola pomposa, etcétera.
Se suele afirmar que la viola pomposa fue inventada en 1720 por Johann Sebastian Bach y construida por el luthier de Leipzig, Hoffmann. Era de tamaño algo mayor que la actual viola y tenía cinco cuerdas que se afinaban por quintas, de grave a agudo: do, sol, re, la, mi. Este instrumento podía sujetarse a la espalda mediante una correa y sustituía al violonchelo en las notas altas de su tesitura. Pero a medida que la técnica del violonchelo fue perfeccionándose, la viola pomposa ―por cierto incómoda y bastante difícil de tocar―, fue cayendo en desuso hasta llegar a quedar totalmente olvidada años más tarde.

## Forma

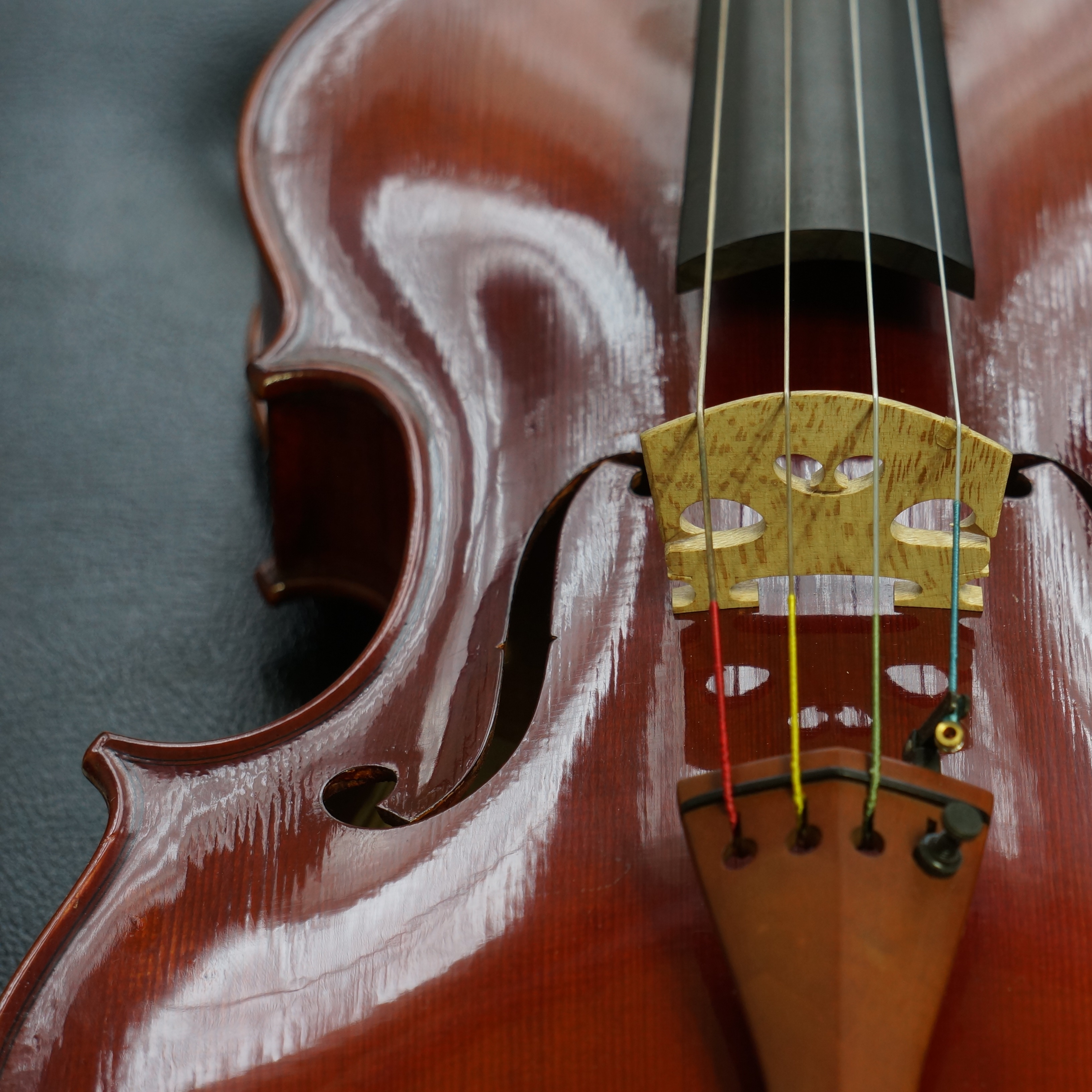
Sección del puente de una viola.

La viola es similar en material y construcción al violín. El cuerpo de una viola de tamaño normal es entre 25 mm y 100 mm más largo que el cuerpo de un violín de tamaño normal (es decir, entre 38 y 46 cm) con una longitud media de 41 cm. Las violas pequeñas fabricadas para niños suelen empezar en 30 cm, lo que equivale a un violín de media talla. Para un niño que necesita un tamaño más pequeño, un violín de tamaño fraccionario es a menudo encordado con las cuerdas de una viola. A diferencia del violín, la viola no tiene un tamaño completo estándar. El cuerpo de una viola tendría que medir aproximadamente 51 cm (20,1 plg) de largo para igualar la acústica de un violín, lo que hace poco práctico tocarla de la misma forma que el violín. Durante siglos, los fabricantes de violas han experimentado con el tamaño y la forma de la viola, a menudo ajustando las proporciones o la forma para hacer un instrumento más ligero con cuerdas más cortas, pero con una caja de resonancia lo suficientemente grande como para conservar el sonido de la viola. Antes del siglo XVIII, las violas no tenían un tamaño uniforme. Las violas grandes (tenores) estaban diseñadas para tocar las líneas de viola de registro más bajo o la segunda viola en armonía a cinco partes, dependiendo de la instrumentación. Una viola más pequeña, más cercana al tamaño del violín, se denominaba viola vertical o viola contralto. Era más adecuada para la escritura de registros más altos, como en las partes de viola 1, ya que su sonido solía ser más rico en el registro superior. Su tamaño no era tan propicio para un tono pleno en el registro bajo.

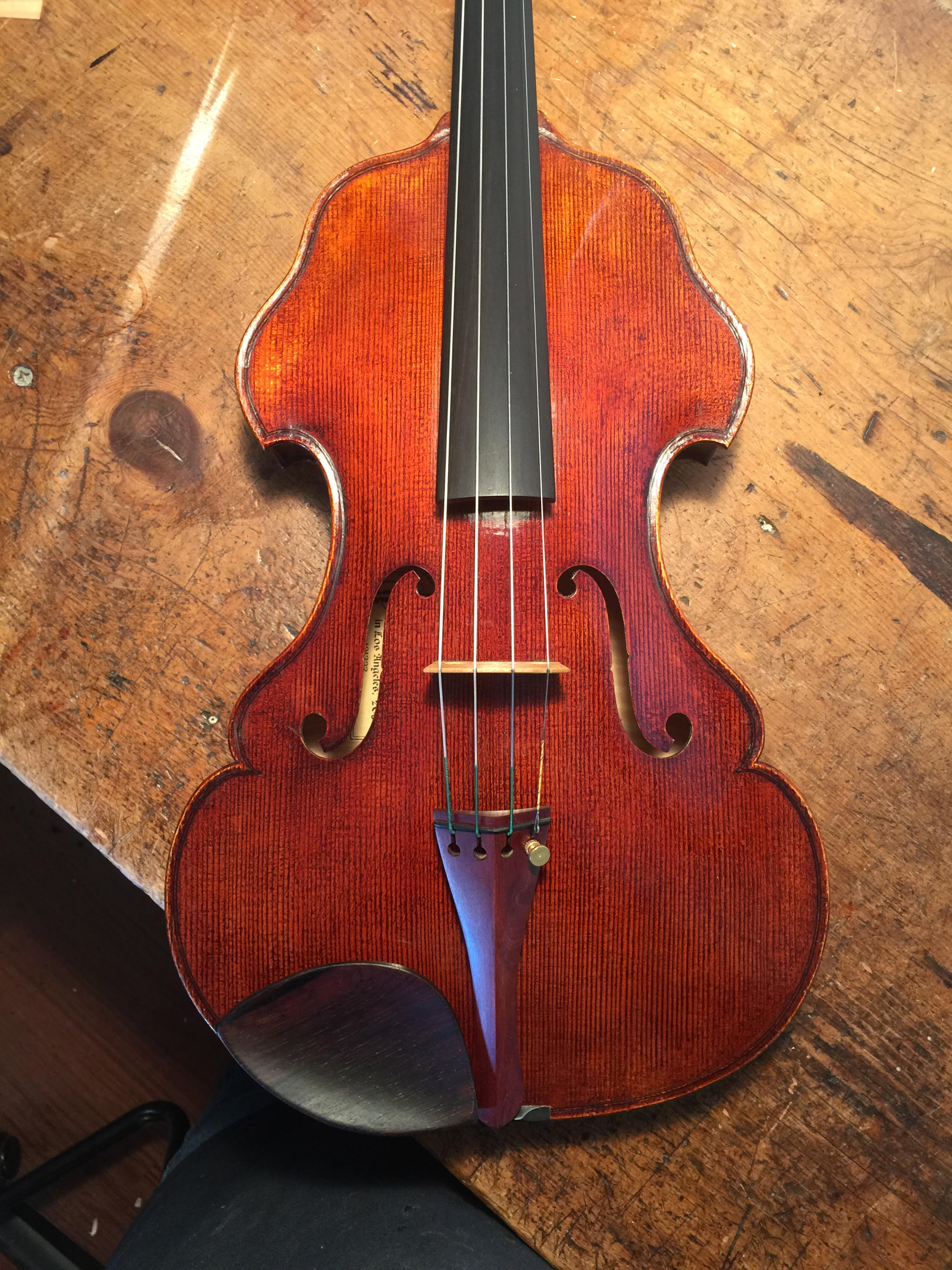
Viola Foja de Roble, Eric Benning, Benning Violins.

Varios experimentos han intentado aumentar el tamaño de la viola para mejorar su sonido. La viola alta de Hermann Ritter, que medía unos 48 cm (18,9 plg), estaba destinada a ser utilizada en las óperas de Wagner. La viola modelo Tertis, que tiene picos más anchos y costillas más profundas para favorecer un mejor tono, es otra forma ligeramente "no estándar" que permite al intérprete utilizar un instrumento más grande. Muchos experimentos con la acústica de la viola, sobre todo aumentando el tamaño del cuerpo, han dado como resultado un tono mucho más grave, que la asemeja al de un violonchelo. Dado que muchos compositores escribían para una viola de tamaño tradicional, sobre todo en música orquestal, los cambios en el tono de la viola pueden tener consecuencias no deseadas en el equilibrio de los conjuntos.
Uno de los fabricantes de violas más notables del siglo XX fue el inglés A. E. Smith, cuyas violas son muy buscadas y valoradas. Muchas de sus violas permanecen en Australia, su país de residencia, donde durante algunas décadas los violistas de la Orquesta Sinfónica de Sídney tuvieron una docena de ellas en su sección.
Las innovaciones más recientes (y con formas más radicales) han abordado los problemas ergonómicos asociados a tocar la viola haciéndola más corta y ligera, al tiempo que han encontrado formas de mantener el sonido tradicional. Entre ellas se encuentra la viola "cutaway" de Otto Erdesz, que tiene un hombro recortado para facilitar los cambios; la viola "Oak Leaf", que tiene dos picos adicionales; violas con forma de viola como el modelo "Evia" de Joseph Curtin, que también utiliza un mástil móvil y un fondo chapado en fibra de carbono de arce, para reducir el peso: violas tocadas del mismo modo que los violonchelos (véase viola vertical); y las llamativas formas "Dalí-esque" tanto de las violas de Bernard Sabatier en tamaños fraccionarios -que parecen haberse fundido- como de las violas modelo Pellegrina de David Rivinus.
Han aparecido otros experimentos que abordan el problema "ergonomía vs. sonido". El compositor estadounidense Harry Partch adaptó una viola con mástil de violonchelo para permitir el uso de su escala de 43 tonos, llamada "viola adaptada". Los luthiers también han creado violas de cinco cuerdas, que permiten un mayor rango de interpretación.

## La viola moderna
La viola que se utiliza actualmente en las orquestas nació entre los siglos XVI y XVII con el nombre de viola da braccio. Su tamaño es algo mayor que el violín. Sirve de puente sonoro entre este y el violonchelo, lo mismo en el cuarteto de cuerda que en toda formación orquestal. Su timbre es muy bello aunque con tinte dulcemente opaco. Se sostiene con el brazo izquierdo en posición horizontal, al igual que el violín y se apoya su caja armónica de la misma manera que este, o sea debajo de la barbilla.
Tiene cuatro cuerdas que se afinan con las notas do, sol, re, la (de grave a agudo subiendo en intervalos de quinta). Para su lectura musical emplea la clave de do en tercera línea y, cuando las notas son muy agudas, la clave de sol.
Su extensión es de más de tres octavas. Como todos los instrumentos de cuerda frotada por el arco, se pueden utilizar armónicos naturales y artificiales, para que su ámbito sea mayor.

## Papel de la viola

### Repertorio
En el siglo XVII el papel de la viola se limitaba a reforzar la línea del bajo o completar la armonía. En el siglo XVIII la viola tiene un papel más expuesto (por ejemplo en el Sexto concierto de Brandemburgo, de Bach).
En este siglo Telemann compone el primer concierto para viola en 1731 llamado Koncert g - dur (concierto en sol mayor). En los cien años siguientes se alcanza la edad dorada de la historia de la viola. Se componen 150 conciertos por varios compositores como Stamitz, Hoffmeister, Benda, Zelter, Rolla, entre otros. 	
Algunos compositores violistas cuyo repertorio ha permitido el desarrollo de la viola como instrumento solista y virtuoso son, entre otros: Lionel Tertis (1876-1975); Paul Hindemith (1895-1963); Vadim Borísovski (1900-1972); William Primrose (1904-1982).

### Evolución en el diseño
Las violas construidas en el siglo XVIII tenían unas dimensiones de 38 cm para combinar su uso con el violín. En esta época aparece la scordatura que se basaba en afinar la viola más alto de lo normal. A finales de este siglo, se empezaron a construir violas grandes aunque eran muy escasas. Estas tenían un tamaño de 45 a 47 cm pero eran todavía de muy baja calidad.
Actualmente, para designar los tamaños de las violas se utilizan las pulgadas (1 pulgada = 2,54 cm). Hay violas desde 11" (27,9 cm) hasta 16,5" (41,9 cm). Dependiendo de la edad y altura de la persona ejecutante se elige un tamaño u otro.
Durante el romanticismo compositores como Weber, Berlioz, Wagner y otros destinaron sus composiciones a los salones aristocráticos en donde la viola actuaba como protagonista e intérprete debido a que su tesitura débil limitada por su tamaño no le permitía hacer frente a las orquestas cada vez mayores y a los auditorios.
Posteriormente hubo un período de experimentación por parte de los fabricantes de viola. En el siglo XIX el modelo de viola tenía alrededor de 41 cm. Este nuevo sonido y el contraste que tenía en la orquesta inspiraron a muchos compositores como Antón Rubinstein, Max Reger, Béla Bartók, Benjamin Britten, etc.
Nota: La viola es conocida en Francia con el nombre de alto y en Alemania con el de bratsche (pronunciado brache), cuyo origen proviene del italiano (viola da bracchio).

## Importancia de la viola
La viola es conocida actualmente como un instrumento de cuerda frotada algo mayor que el violín; sin embargo, con este nombre se conocía en la Edad Media a todo cordófono de arco de varias piezas y fue esta la primera denominación utilizada para definir a los instrumentos de cuerda frotada, tanto de brazo como de pierna.
Durante el renacimiento, la familia de la viola original se dividió en dos ramas: la viola da braccio y la viola da gamba. Las violas de brazo quedaron relegadas a las tabernas, en donde tocaban músicas populares; mientras que las violas da gamba eran exclusivas de las cortes más refinadas. Este instrumento acabó cayendo en desuso y el violín fue sustituyéndolo por su brillantez. Los compositores preferían dicho instrumento por su amplitud sonora y la agilidad en vez de la delicadeza de las violas da gamba.
En el barroco, el violín cobró la máxima importancia. La viola le gana en calidez y resonancia, y es casi tan manejable y ágil como el violín.
El papel de la viola es fundamental en la orquesta ya que da profundidad y apoyo a la armonía, la hace rica y aterciopelada. No debemos olvidar tampoco la gran variedad de obras compuestas para la viola solista o las sonatas para viola acompañada.
La viola tiene una reputación menor dentro de la cuerda pero se trata de un prejuicio arrastrado desde los orígenes de la orquesta moderna (siglo XIX), cuando era asumida por violinistas en decadencia.

### Su poder expresivo
La viola posee un notable poder expresivo. De acento más bien suave, recogido y algo melancólico, se presta más a pasajes de poco movimiento que excesivamente rápidos. Entre las obras orquestales que tiene asignada partes importantes figuran la Sinfonía concertante de Mozart y el poema sinfónico de Richard Strauss Don Quijote, ambas con carácter solista, amén de otras muchas cuya relación resultaría excesivamente prolija.
Grandes compositores, clásicos. románticos y modernos, apreciando las cualidades sumamente emotivas de este instrumento han escrito obras muy importantes como conciertos, sonatas, suites, etc., que justifican por sí solas la presencia del concertista de viola en las salas de audiciones.
La viola es un instrumento de relevada importancia en la orquesta actual ya que colabora en que el sonido entre los instrumentos graves y los agudos no sea tan destacado, además de tener un sonido realmente intermedio que equilibra los sonidos de cuerda de la orquesta.

## Violistas relevantes
- Véase Intérpretes de viola.

## Selección de obras para viola
- Sexto Concierto de Brandeburgo (Johann Sebastian Bach).
- Suites para viola sola (J. S. Bach) (originales para violonchelo).
- Concierto para viola (Bela Bártok).
- Concierto para viola en do menor (Johann Christian Bach).
- Harold en Italia (Hector Berlioz).
- Sonatas para viola o clarinete (Johannes Brahms).
- Dos piezas (Bridge).
- Sonata n.º 12 «La follía», op. 5, n.º 2 (originalmente para violín) (Arcángelo Corelli).
- In nómine (homenaje a J. S. Bach) (Pascal Dusapin).
- Pieza de concierto para viola y piano (George Enescu).
- Elegía, op. 44 (Glazunov).
- Sonata para viola y piano en re menor (Glinka).
- Les espaces acoustiques: prólogo (Gérard Grisey).
- Sonata para viola da gamba (Haendel).
- Concierto en si menor (Haendel).
- Der Schwanendreher, para viola y orquesta (Paul Hindemith).
- Meditación (Hindemith).
- Trauermusik (Hindemith).
- Tres sonatas para viola solo y tres con piano (Hindemith).
- Concierto en re mayor (Hoffmeister).
- Concierto en si bemol mayor (Hoffmeister).
- Fantasía para viola y piano (Hummel).
- Concierto-Rapsodia para viola solo y pequeña orquesta, 1996-1997 (David Johnstone).
- Elegía para viola con piano u orquesta de cuerdas, pub.2008 (David Johnstone).
- Sonatango, Sonata con influencias de tango, para viola solo, pub.2007 (David Johnstone).
- Seis nocturnos, op. 186 (Kalliwoda).
- Romance oubliée (Liszt).
- Cinco danzas antiguas francesas (Marin Marais).
- Trío para viola, clarinete y piano (Mozart).
- Sinfonía concertante, para violín, viola y orquesta (Mozart).
- Tres suites, op. 131 (Max Reger).
- Sonata para piano y viola, op. 147 (Shostakovich).
- Sonata arpeggione (Schubert) (originalmente para arpeggione).
- Concierto en do mayor (Schubert).
- Märchenbilder (Estampas de cuento de hadas) para viola y piano, op. 113 (Robert Schumann).
- Adagio y allegro, op. 70 (Schumann).
- Concierto para viola (Stamitz).
- Don Quijote (Richard Strauss. Tiene un importante solo de viola).
- Trenodia (1989), Hypnosis (in another room) (2004) y Astat (Haiku Nr. 7) (2008) para viola sola (Juan María Solare).
- Concierto en sol mayor (Telemann).
- Sonata para la gran viola (Paganini).
- Concierto para viola (Walton).
- Sonatas para viola (Vivaldi).
- Capriccio viola sola (Henri Vieuxtemps).
- Concertpiece (Hans Sitt).
- Fantasia Cromática (J. S. Bach).
- Concierto para viola (Sofia Gubaidulina).
- Nocturno para viola y piano op. 42  (Beethoven).
- Romanza en fa mayor, sol mayor op. 50  (Beethoven).
- Dueto con dos gafas obligadas para viola y violonchelo (Beethoven).
- Sonata para flauta, viola y arpa (Debussy).
- Sonata para viola y piano (José Pablo Moncayo).
- Concierto para viola y orquesta en mi bemol mayor (Carl Friedrich Zelter)